# Landgericht Staffelstein
Das Landgericht Staffelstein war ein von 1862 bis 1879 bestehendes bayerisches Landgericht älterer Ordnung mit Sitz in Staffelstein im heutigen Landkreis Lichtenfels. 
Das Landgericht wurde 1862 neu gebildet aus Gemeinden der Landgerichte Lichtenfels, Scheßlitz und Seßlach. Das Landgericht war für die Gerichtsbarkeit zuständig, während die Verwaltung vom Bezirksamt Staffelstein übernommen wurde. 1880 trat an die Stelle des Landgerichts das Amtsgericht Staffelstein.